# Karl-Sören Hedlund

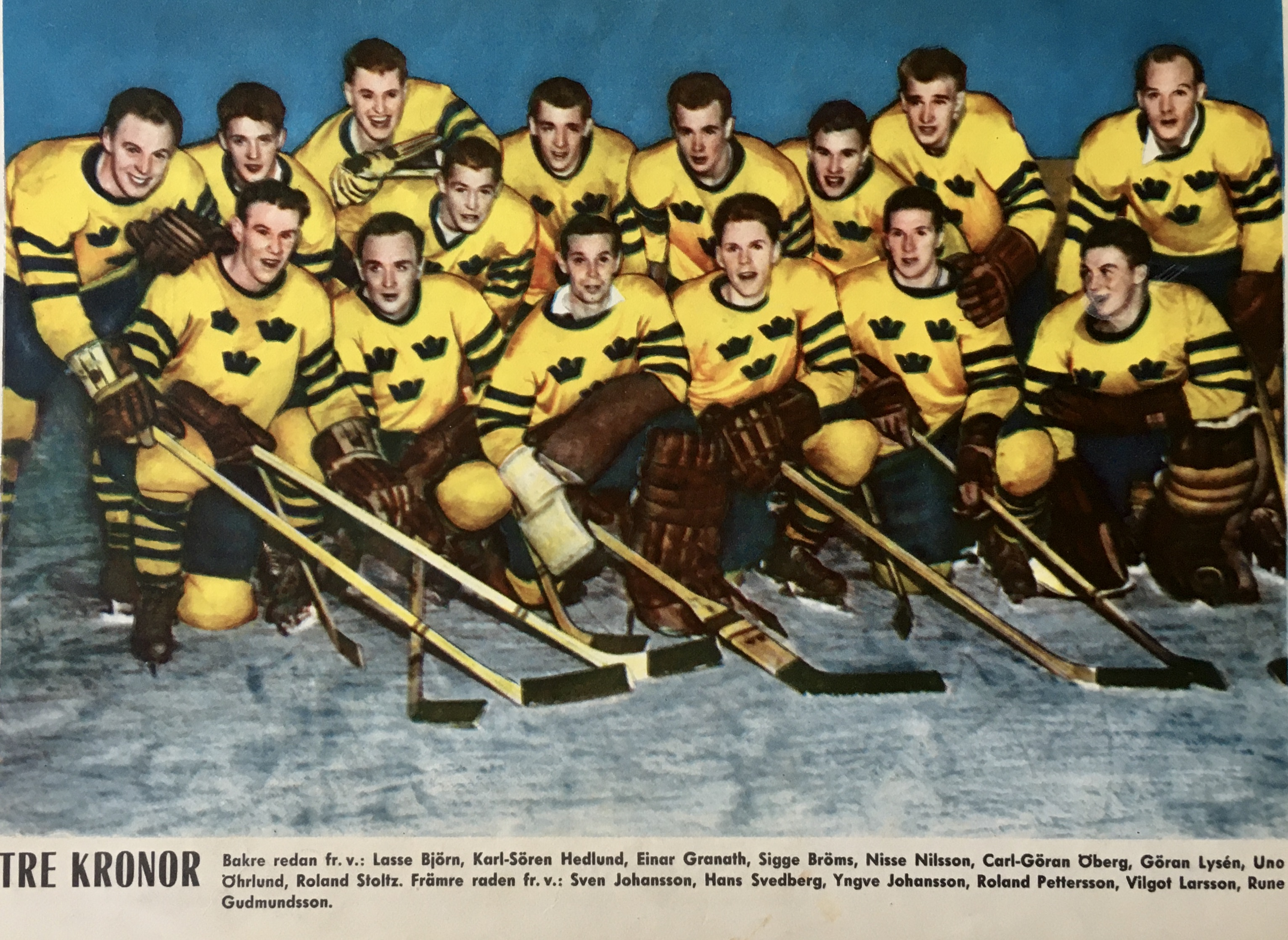
Tre Kronor i november 1958, från vänster, stående: Lasse Björn, Karl-Sören Hedlund, Einar Granath, Sigge Bröms, Nisse Nilsson, Carl-Göran "Lill-Stöveln" Öberg, Göran Lysén, Uno "Garvis" Öhrlund, Roland "Rolle" Stoltz; främre raden: Sven "Tumba" Johansson, Hasse Svedberg, Yngve Johansson, Roland "Sura-Pelle" Pettersson, Vilgot "Ville" Larsson och Rune Gudmundsson.

Karl-Sören Hedlund, född 28 januari 1938, död 26 september 2021, var en svensk elitspelare i ishockey, forward, spelade i Skellefteå AIK och Västerås IK. Var med i Sveriges landslag som vann VM-brons 1958 i Oslo, Norge.
Hedlund var mest känd som den tredje delen i den då välkända Myggkedjan, som i övrigt bestod av Eilert "Garvis" Määttä och Anders "Acka" Andersson.
Efter spelarkarriären blev han tränare, först för Västerås IK, därefter med Tingsryds AIF och Mörrums GoIS. Ishockeykarriären avslutade han som assisterande tränare bakom Tommy Sandlin i Modo Hockeys spelarbås när laget blev svenska mästare säsongen 1978–1979.

## Klubbar
- Skellefteå AIK, 1957-1964 division 1
- Västerås IK, 1964-1969 division 1

## Meriter
- VM-brons, Oslo, Norge 1958